# Legea aplicabilă
Legea aplicabilă este un concept specific dreptului internațional privat și se referă la legea națională care reglementează o anumită problemă de drept într-un context internațional. O instanță care se pronunță asupra unei cereri în justiție nu aplică în mod necesar legea sa națională în vederea soluționării disputei. În cazul în care o relație juridică între persoane fizice are o dimensiune internațională (de exemplu, atunci când persoanele sunt de naționalități diferite sau nu locuiesc în aceeași țară), se pot aplica legile mai multor țări. Legea aplicabilă în realitate este determinată de regulile conflictului de legi. Convenția privind legea aplicabilă obligațiilor contractuale, semnată la Roma în 1980 sub auspiciile Comunității Economice Europene, unifică normele privind conflictul de legi ale statelor membre în acest domeniu.